# Atelikamara
Atelikamara es un género de foraminífero bentónico de la familia Diffusilinidae, de la superfamilia Astrorhizoidea, del suborden Astrorhizina y del orden Astrorhizida. Su especie tipo es Atelikamara incomposita. Su rango cronoestratigráfico abarca el Silúrico medio.

## Discusión
Clasificaciones previas hubiesen incluido Atelikamara en la subfamilia Hemisphaerammininae, de la familia Hemisphaeramminidae, de la superfamilia Astrorhizoidea, así como en el suborden Textulariina del orden Textulariida

## Clasificación
Atelikamara incluye a la siguiente especie:
- Atelikamara incomposita †